# Frantz Casseus
Frantz Casseus (* 14. Dezember 1915 in Port-au-Prince; † 3. Juni 1993 in New York City) war ein haitianischer Gitarrist und Komponist, der sich vor allem mit klassischer und traditioneller haitianischer Musik beschäftigt hat. Er verbrachte den größten Teil seines Erwachsenenlebens in New York, Vereinigte Staaten, wo er auch starb.

## Leben
Casseus wurde 1915 in einer einfachen Familie in Port-au-Prince geboren. Im Alter von zwölf Jahren baute er sich seine erste Gitarre selbst, da seine Eltern sich den Kauf eines Instruments nicht leisten konnten.
Mehrere Jahre lang studierte er das Spiel der klassischen europäischen Gitarre, zunächst als Autodidakt, später unter Anleitung des deutschen Komponisten und Musikwissenschaftlers Werner Jaegerhuber. Sein erstes Konzert gab Casseus im Jahr 1941 in Port-au-Prince. In der Folgezeit stellte er sich der Herausforderung, die Integrität der haitianischen Musik zu bewahren. Er war überzeugt, dass diese nach seit der amerikanischen Besetzung des Landes von 1915 bis 1934 gefährdet war.
Casseus wurde zu einem der bekanntesten Musiker Haitis. Er war der erste Lehrer des amerikanischen Gitarristen Marc Ribot. Dieser ließ unter anderem eine Sammlung der Partituren der Gitarrenkompositionen von Casseus herausgeben und nahm im Dezember 1993 unter dem Titel Marc Ribot Plays Solo Guitar Works of Frantz Casseus eine Platte mit Casseus' Werken auf, die unter dem Brüsseler Label Les Disques du Crépuscule herauskam. Ribot nennt Casseus den „Vater der klassischen haitianischen Gitarre“.
Nachdem er im Jahr 1946 in die Vereinigten Staaten gegangen war, arbeitete Casseus häufig mit Harry Belafonte zusammen. Er spielte 1955 bei Belafontes erfolgreicher Adaption des „Banana Boat Song“, einem jamaikanischen Volkslied, mit. Zwischen 1953 und 1969 nahm Casseus drei Alben für Smithsonian Folkways auf. Casseus schrieb bis in die letzten Jahre seines Lebens Musik, doch ab den 1970er Jahren schränkte eine Sehnenscheidenentzündung in der linken Hand seine Auftritte und Aufnahmen ein.

## Diskographie
- Haitian Folks Songs, Smithsonian Folkways Recordings (1953); Duette mit Lolita Cuevas[6]
- Haitian Dances, Smithsonian Folkways Recordings (1954); solo guitar[7]
- Haitiana, Smithsonian Folkways Recordings (1969); Duette mit Barbara Perlow[8]
- Marc Ribot Plays Solo Guitar Works of Frantz Casseus, Les Disques du Crépuscule (1993); Stücke für Solo Gitarre, gespielt von Marc Ribot